# Southerniella cylindricauda
Southerniella cylindricauda is een rondwormensoort uit de familie van de Diplopeltidae.